# Роберт Морат
Роберт Вільгельм Морат (нім. Robert Wilhelm Moraht; 7 вересня 1884, Зондербург — 26 серпня 1956, Гамбург) — німецький офіцер-підводник, фрегаттен-капітан крігсмаріне. Кавалер ордена Pour le Mérite.
Морат посідає 16-те місце серед найрезультативніших німецьких командирів підводних човнів Першої світової війни.

## Біографія

### Початок кар'єри
Морат вступив на флот 10 квітня 1901 року. Після базової підготовки та на борту навчального корабля SMS Stosch закінчив Військово-морське училище. З 20 жовтня 1903 року служив на великому крейсері SMS Vineta, з 31 березня 1905 року — на ескадреному броненосці SMS Wörth.
Морат довгий час займався торпедною зброєю, служив вахтовим і ротним офіцером у різних підрозділах німецького флоту (2-й торпедний дивізіон, 2-а маневрена флотилія, 2-а резервна флотилія тощо). З 1 жовтня 1909 року служив вахтовим офіцером на великому (броненосному) крейсері SMS Friedrich Carl. У жовтні 1913 року призначений в 6-ту флотилію міноносців, де спочатку служив прапор-лейтенантом.

### Перша світова війна
З 16 квітня 1914 року і до травня 1915 року командував великим міноносцем (есмінцем) V-161. Після початку Першої світової війни ніс дозорну службу на Гельголанді, об'їжджаючи застави від Фінської затоки до Доггербанку.
У травні 1915 року перейшов у підводний флот. Успішно закінчивши підводну школу в Кілі у жовтні 1915 року, Морат отримав спочатку призначення в Інспекцію підводної зброї, у лютому 1916 року — в Адмірал-штаб.
15 квітня 1916 року як командир ввів у дію підводний човен SM U-64. З 31 травня по 19 листопада 1916 року човен входив до складу 4-ї флотилії підводних човнів. Після завершення випробувальних та навчальних плавань, у вересні 1916 року, Морат на SM U-64 здійснив оперативний похід у Північне море. При цьому був потоплений невеликий рибальський траулер Bella, а трохи більший Loch Ryan був узятий як «приз» і доставлений до Німеччини.
Потім підводний човен SM U-64 був переведений у Середземне море. Дорогою Морат потопив два кораблі Freja і Tripel біля Гарручі та третій F. Matarazzo біля острова Ліноса в Сицилійській протоці.
З 19 листопада 1916 по 17 червня 1918 SM U-64 знаходилася в підпорядкуванні флотилії підводних човнів Пола, якою командував корветтен-капітан Вальдемар Копгамель, і базувався в Каттаро.
З Каттаро підводний човен SM U-64 здійснив загалом 8 бойових походів, у ході яких було потоплено 40 торгових суден загальною водотоннажністю 129 569 брт, у тому числі пасажирські пароплави Minnetonka (одне з найбільших потоплених цивільних суден), Duca Di Genova, Catania та танкер Moreni. 3 інші кораблі були пошкоджені (12 871 брт).

#### Потоплення лінкора Danton

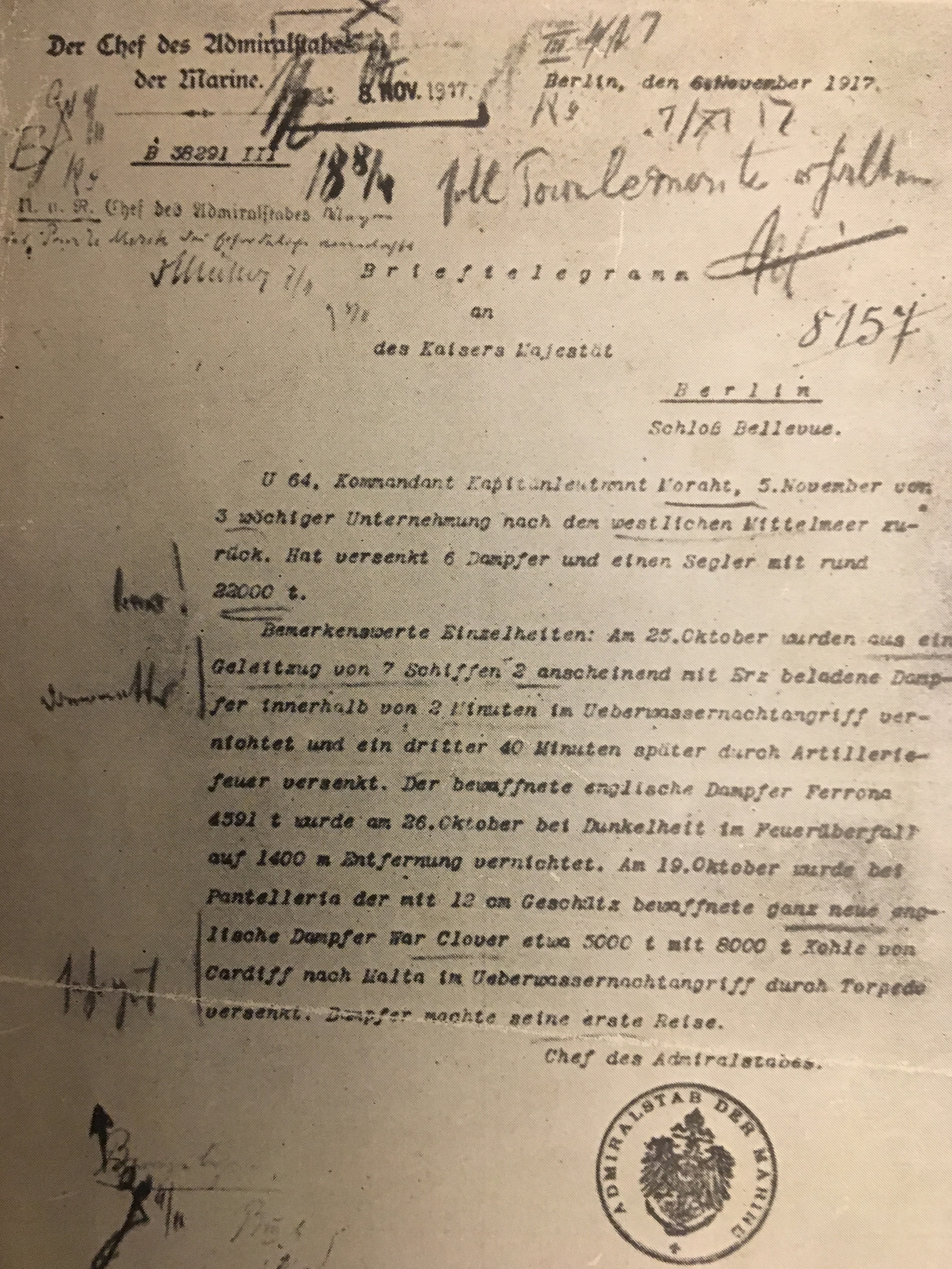
Доповідь начальника Адмірал-штабу імператору Вільгельму щодо успіхів Мората з рукописними примітками імператора (1917).

Найбільшим успіхом Мората стало потоплення французького лінкора-додредноута Danton (18 300 т). Danton — один з найбільших військових кораблів, потоплених підводним човном у Першій світовій війні.
Danton був торпедований SM U-64 о 13:17 19 березня 1917 року, за 22 милі на південний захід від Сардинії. Броненосець повертався з ремонту в Тулоні на острів Корфу, щоб приєднатися до ескадри союзників, які блокували протоку Отранто. Danton ніс більше людей, ніж зазвичай, оскільки перевозив багато членів екіпажів інших судів з Корфу. Корабель затонув протягом 45 хвилин. 806 французьких моряків було врятовано найближчими патрульними кораблями, але 296 людей загинули.
Ескадрений міноносець Massue у відповідь атакував SM U-64 глибинними бомбами, але підводний човен успішно ухилявся і зумів втекти.

#### Полон
17 червня 1918 року приблизно о 4 годині дня, на захід від Сицилії, після торпедування та пошкодження вантажного судна Kandy, яке знаходилося в невеликому конвої, SM U-64 була настільки сильно пошкоджений глибинними бомбами, скинутими з судна-пастки HMS Lychnis, що був змушений спливти. Підводний човен одразу ж потрапив під сильний артилерійський вогонь і затонув. 38 членів екіпажу підводного човна загинули, п'ятеро людей із верхньої вахти, включаючи Мората, були врятовані та потрапили в полон.
Морат провів решту війни у таборі для військовополонених офіцерів у Колстердейлі в Йоркширі.

### Міжвоєнний період
Після Першої світової війни Морат служив у рейхсмаріне, керував службою інспекції торпедної зброї. 31 липня 1920 року залишив службу за власним бажанням.
Роберт Морат отримав докторський ступінь з економіки та зробив успішну кар'єру бізнес-консультанта у різних німецьких промислових групах. Написав багато наукових статей.
Морат займався і політикою, в 1932 році був обраний в рейхстаг від Гамбурга.

### Друга світова війна
В 1939 Робер Морат був фінансовим директором компанії нафтоналивних танкерів в Гамбурзі (Rhenania-Ossag mineral oil).

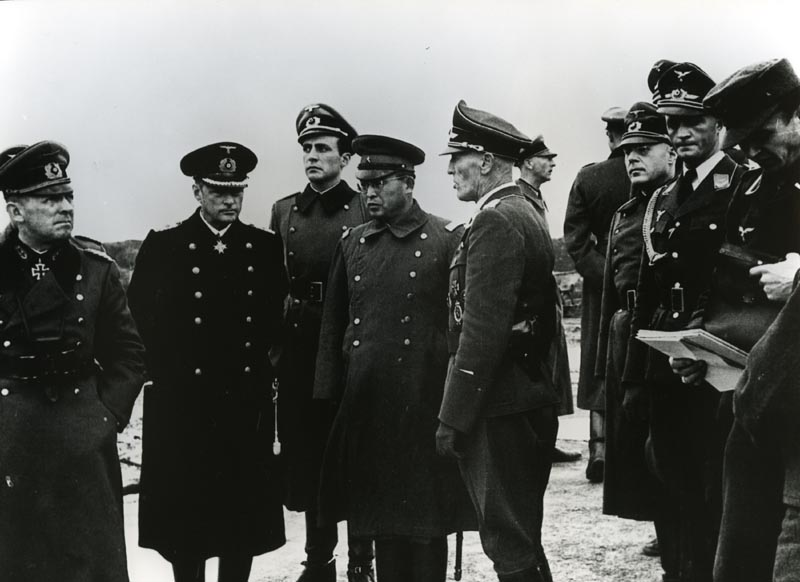
Морат — другий ліворуч (Норвегія, грудень 1943).

В 1940 році переданий в розпорядження крігсмаріне. З 2 квітня 1942 року —комендант порту Кіркенеса, з 5 серпня 1942 року — Олесунна, з 5 грудня 1942 року — Бергена. З березня 1944 року займав посаду штабного офіцера в норвезькому військово-морському командуванні, з червня 1944 року нетривалий час служив при командувачі-адміралі Скагерраку. З 5 липня 1944 до квітня 1945 року — комендант острова Борнгольм. 9 травня 1945 був взятий у полон радянськими військами на Борнгольмі. 27 жовтня 1948 року звільнений.

## Сім'я
Роберт Морат мав двох братів, які також служили в кайзерліхмаріне.
- Ріхард (19 травня 1881) — корветтен-капітан, служив на борту лінійного крейсера SMS Lützow.
- Курт (28 квітня 1886 — 24 грудня 1918) — оберлейтенант-цур-зее, знаходився на борту допоміжного крейсера SMS Cormoran, коли його захопили на Гуамі. Курт Морат провів війну у таборі для військовополонених у Форт-Мак-Ферсон (США), де й помер.

## Звання
- Морський кадет (10 квітня 1901)
- Фенріх-цур-зее (22 квітня 1902)
- Лейтенант-цур-зее (29 вересня 1904)
- Оберлейтенант-цур-зее (30 березня 1906)
- Капітан-лейтенант (9 грудня 1911)
- Корветтен-капітан (5 лютого 1920)
- Фрегаттен-капітан (1 жовтня 1942)

## Нагороди
- Орден Корони (Пруссія) 4-го класу (5 вересня 1909)
- Залізний хрест 2-го і 1-го класу
- Військовий хрест Фрідріха-Августа (Ольденбург) 2-го і 1-го класу
- Королівський орден дому Гогенцоллернів, лицарський хрест з мечами (29 березня 1917)
- Pour le Mérite (12 листопада 1917)
- Нагрудний знак підводника (1918)
- Хрест «За вислугу років» (Пруссія) (25 років)
- Почесний хрест ветерана війни з мечами